# Union of North African Football Federations

I paesi membri dell'Union of North African Football Federations

La Union of North African Football Federations (in arabo اتحاد شمال إفريقيا لكرة القدم, in francese Unione Nord-Africaine de Football, in italiano Unione delle Federazioni Calcistiche del Nord Africa), meglio nota con l'acronimo di UNAF, è un'associazione di nazionali di calcio del Nordafrica. L'UNAF è anche affiliata con la CAF. La carica di presidente ruota tra i cinque paesi fondatori.
L'Egyptian Football Association ha ritirato la sua adesione il 19 novembre 2009 citando gli incidenti che hanno accompagnato i playoff tra Egitto e Algeria, ma ritornò nel 2011.

## Membri
L'UNAF ha 5 membri:
- Algeria
- Egitto
- Libia
- Marocco
- Tunisia